# Championnat d'Europe masculin de course à l'élimination
Le Championnat d'Europe de course à l'élimination masculin est le championnat d'Europe de course à l'élimination organisé annuellement par l'Union européenne de cyclisme dans le cadre des championnats d'Europe de cyclisme sur piste.

## Palmarès
| Année | Or                  | Argent             | Bronze             |
| ----- | ------------------- | ------------------ | ------------------ |
| 2015  | Bryan Coquard       | Simone Consonni    | Christopher Latham |
| 2016  | Loic Perizzolo      | Christos Volikakis | Jiri Hochmann      |
| 2017  | Gerben Thijssen     | Maksim Piskunov    | Rui Oliveira       |
| 2018  | Matthew Walls       | Rui Oliveira       | Szymon Krawczyk    |
| 2019  | Elia Viviani        | Bryan Coquard      | Filip Prokopyszyn  |
| 2020  | Matthew Walls       | Iúri Leitão        | Sergey Rostovtsev  |
| 2021  | Sergey Rostovtsev   | João Matias        | Thomas Boudat      |
| 2022  | Elia Viviani        | Theo Reinhardt     | Jules Hesters      |
| 2023  | Tim Torn Teutenberg | Rui Oliveira       | Philip Heijnen     |
| 2024  | Tobias Hansen       | William Tidball    | Jules Hesters      |
| 2025  | Tim Torn Teutenberg | Rui Oliveira       | Jules Hesters      |

## Tableau des médailles
| Rang  | Nation          | Or | Argent | Bronze | Total |
| ----- | --------------- | -- | ------ | ------ | ----- |
| 1     | Grande-Bretagne | 2  | 1      | 1      | 4     |
| 2     | Allemagne       | 2  | 1      | 0      | 3     |
| 2     | Italie          | 2  | 1      | 0      | 3     |
| 4     | France          | 1  | 1      | 1      | 3     |
| 4     | Russie          | 1  | 1      | 1      | 3     |
| 6     | Belgique        | 1  | 0      | 3      | 4     |
| 7     | Danemark        | 1  | 0      | 0      | 1     |
| 7     | Suisse          | 1  | 0      | 0      | 1     |
| 9     | Portugal        | 0  | 5      | 1      | 6     |
| 10    | Grèce           | 0  | 1      | 0      | 1     |
| 11    | Pologne         | 0  | 0      | 2      | 2     |
| 12    | Tchéquie        | 0  | 0      | 1      | 1     |
| 12    | Pays-Bas        | 0  | 0      | 1      | 1     |
| Total | Total           | 11 | 11     | 11     | 33    |